# أوسكار راميريز مارتن
أوسكار راميريز مارتن (بالإسبانية: Óscar Ramírez Martín) (ولد في 1 مارس 1984 في لا بيسبال ديل أمبوردان، جيرونا، كاتالونيا) هو لاعب كرة قدم إسباني، يلعب لنادي بورفيرادينا، في مركز المدافع الأيمن.

## وصلات خارجية
- أوسكار راميريز مارتن على موقع قاعدة بيانات كرة القدم.إي يو (الإنجليزية)
- أوسكار راميريز مارتن على موقع Soccerbase.com (لاعب) (الإنجليزية)
- أوسكار راميريز مارتن على موقع Soccerway.com (الإنجليزية)
- أوسكار راميريز مارتن على موقع AS.com (الإسبانية)

- Sabadell official profile
- BDFutbol profile
- Futbolme profile (بالإسبانية)
- Transfermarkt profile